# Waldo L. Parra
Waldo Leonidas Parra Pizarro (nascido em 2 de dezembro de 1965) é um advogado chileno, Ph.D. em Direito, professor universitário e novelista. Ele é o autor do bestseller nacional Masones & Libertadores.
Em 2016, ele lançou a primeira parte da trilogia Masones & Libertadores (publicado pela Planeta), posteriormente, em 2017, foi lançada a segunda parte e, em 2018, ele publicou a terceira parte.
Desde 2000, ele é membro do Instituto de Pesquisa Histórica Geral José Miguel Carrera e, desde 2012, faz parte da Sociedade de Análise Evolutiva em Direito.
Atualmente, é advogado membro da Ilustre Corte de Apelações de San Miguel e professor na Universidade do Chile e Universidade Gabriela Mistral, onde leciona Direito.

## Biografia
Waldo nasceu em Santiago, Chile, em 2 de dezembro de 1965.
Ainda jovem, ele e sua família mudaram-se para Punta Arenas. Nessa cidade, Parra estudou no Colégio Salesiano de San José.
Ao retornar para Santiago, ele estudou no Colégio Alemão de Santiago, e após se formar, começou a estudar Direito na Pontifícia Universidade Católica de Valparaíso. Em 1996, ele se formou em Ciências Jurídicas e Sociais, e em 1997 tornou-se advogado. Em 2003, obteve o título de Mestre em Direito Econômico pela Universidade do Chile. Em 2009, obteve o título de Mestre em Ciências Jurídicas e, em 2012, o título de Doutor em Direito pela Pontifícia Universidade Católica do Chile. Em 2011, foi pesquisador visitante na Universidade da Califórnia, Santa Bárbara, Estados Unidos.
Desde 2012, ele leciona Direito na Universidade do Chile e, desde 2017, na Universidade Gabriela Mistral. Desde 2018, é advogado membro da Ilustre Corte de Apelações de San Miguel.

### Escrita
Em 2016, ele publicou o primeiro livro da série Masones & Libertadores, chamado Masones & Libertadores - O despertar da República (El amanecer de la República).
Em 2017, lançou a segunda parte chamada Masones & Libertadores - O segredo da Loja (El secreto de la Logia).
Em 2018, ele publicou a última parte, intitulada Masones & Libertadores - O legado dos Heróis (El legado de los Héroes).
Ele participou da Feira Internacional do Livro de Santiago (FILSA) em 2016 e 2017.
Seus livros estão disponíveis nas principais livrarias do Chile e também em formato eBook.

### SérieMasones & Libertadores
- Masones & Libertadores - O despertar da República (2016)
- Masones & Libertadores - O segredo da Loja (2017)
- Masones & Libertadores - O legado dos Heróis (2018)